# 龍裏高原鰍
龍裏高原鰍（學名：Triplophysa longliensis）為輻鰭魚綱鯉形目條鰍科高原鰍屬的其中一種。分布於亞洲中國貴州省珍珠河上游流域，本魚體延長，前半部呈圓柱狀，後半部扁平，口下位，具觸鬚3對，體無鱗片，側線完整，背鰭起點靠近吻尖而不是尾鰭基部，尾鰭深叉形，上葉長於下葉，腹鰭尖端到達肛門，背鰭硬棘3枚；背鰭軟條8枚；臀鰭硬棘3枚；臀鰭軟條5枚；脊椎骨42個，體長可達10.1公分，棲息在河川底層水域，生活習性不明。

## 扩展阅读
維基物種上的相關：龍裏高原鰍